# Enyedi Zoltán
Enyedi Zoltán (Makó, 1939. április 17. – Szeged, 2009. szeptember 14.) fotóriporter.

## Élete
Enyedi Zoltán 1939. április 17-én született Makón. Édesapja katonatiszt-könyvelő, édesanyja adminisztrátor volt.
Általános-és középiskolai tanulmányait szülővárosában, Makón végezte. 1960-ban fényképész mestervizsgát tett. Elvégezte a MÚOSZ újságíró iskoláját. 1960. május 1-jétől 30 évig dolgozott a Csongrád megyei hírlap fotóriportereként. 1991-ben a Délvilág című lapilap munkatársa lett. 2009. szeptember 14-én hunyt el Szegeden.
Kiállításainak többek közt Rostock, Łódź, Odessza, Budapest, Szentes, Hódmezővásárhely, Csongrád, Makó, Ópusztaszer adott otthont.

## Díjai
- Kiváló Munkáért díj
- Juhász Gyula-díj
- Alkotói díj